# Difesa Gunderam
La difesa Gunderam è un'apertura scacchistica poco utilizzata. Segue dalle mosse:
1. e4 e5
2. Cf3 De7
La teoria giudica dubbia l'idea di difendere il pedone con la donna, per i seguenti motivi:
- prematura uscita in campo di un pezzo pesante (la donna);
- viene abbandonata la difesa del pedone c7;
- la donna nera risulta essere malposizionata;
- l'alfiere camposcuro viene ostruito.

Questa apertura non si trova mai ad alti livelli, a causa del rallentamento subito nei movimenti del nero per l'ingombro posizionale creato dalla donna.
Il bianco per trovarsi in vantaggio deve semplicemente sviluppare i propri pezzi in maniera naturale, per esempio con Cc3, Ac4.

## Principali continuazioni
- 3.Cc3 c6 4. d4 d6 5. Ac4 h6 6. O-O Cf6 7. a4 Ag4

- 3.Ac4